# Katherine McNamara
Katherine Grace McNamara (født 22. november 1995) er en amerikansk skuespiller. Hun er kendt for sin rolle som Harper Munroe i MTV-komedieserien Happyland. Derudover er hun også kendt for rollen som Clary Fray i Freeform-fantasyserien Shadowhunters.

## Liv og uddannelse
Katherine McNamara blev født i Kansas City, Missouri, som det eneste barn af Ursula og Evan McNamara, og hun voksede op i Lee's Summit. På grund af sit høje faglige niveau fik hun i flere perioder hjemmeundervisning.
Hun blev færdig på High School som 14-årig, og som 17-årig blev hun færdig på Drexel University med en bachelorgrad i erhvervsøkonomi.

## Filmografi

### Film
| År   | Film title                                  | Rolle          | Noter                              |
| ---- | ------------------------------------------- | -------------- | ---------------------------------- |
| 2007 | The Bride & the Groom                       | Bryllups gæst  | Kortfilm                           |
| 2008 | Lone Elm                                    | Lucy           | Kortfilm                           |
| 2008 | Matchmaker Mary                             | Mary Carver    |                                    |
| 2009 | Sam Steele and the Junior Detective Agency  | Emma Marsh     |                                    |
| 2010 | The Nuclear Standard                        | Penny          | Kortfilm                           |
| 2010 | Get Off My Porch                            | Mary           | Kortfilm                           |
| 2011 | Sam Steele and the Crystal Chalice          | Emma Marsh     |                                    |
| 2011 | New Year's Eve                              | Lily Bowman    | Segment: "Mother & Daughter Story" |
| 2012 | Last Ounce of Courage                       | Caroler        |                                    |
| 2013 | Contest                                     | Sarah O'Malley |                                    |
| 2013 | Tom Sawyer & Huckleberry Finn               | Becky Thatcher |                                    |
| 2015 | A Sort of Homecoming                        | Rose           |                                    |
| 2015 | Natural Selection                           | Paige Thomas   |                                    |
| 2015 | Maze Runner: The Scorch Trials              | Sonya          |                                    |
| 2015 | R.L. Stine's Monsterville: Cabinet of Souls | Lilith         | Direct-to-video                    |
| 2016 | Little Savages                              | Tiffany        |                                    |
| 2016 | Is That a Gun in Your Pocket?               | Sandy Keely    |                                    |
| 2018 | Maze Runner: The Death Cure                 | Sonya          | Post-production                    |

### TV
| År        | Film title                        | Rolle                  | Noter                                  |
| --------- | --------------------------------- | ---------------------- | -------------------------------------- |
| 2008      | The Suite Life of Zack and Cody   | Brian McNamaras datter | Cameo                                  |
| 2010      | R.L. Stine's The Haunting Hour    | Jodanna                | Episode: "Worry Dolls"                 |
| 2011      | Law & Order: Special Victims Unit | Jasmine                | Episode: "Flight"                      |
| 2011      | 30 Rock                           | Meagan                 | Episode: "TGS Hates Women"; uncredited |
| 2011      | Drop Dead Diva                    | Ann Logan              | Episode: "Ah, Men"                     |
| 2012      | Glee                              | Bunhead #1             | Episode: "Makeover"                    |
| 2012      | Sketchy                           | Iris                   | Episode: "This Is 14"                  |
| 2012      | Madison High                      | Cherri O'Keefe         | Unsold television pilot                |
| 2012      | Girl vs. Monster                  | Myra Santelli          | TV film (Disney Channel)               |
| 2012–2013 | Kickin' It                        | Claire                 | 3 episoder                             |
| 2013      | Touch                             | Evie Woods             | Episode: "Reunions"                    |
| 2013      | Jessie                            | Bryn Breitbart         | 2 episoder                             |
| 2013      | The Thundermans                   | Tara Campbell          | Episode: "Dinner Party"                |
| 2013      | The Surgeon General               | Lily Sherman           | Unsold television pilot                |
| 2014      | Happyland                         | Harper Munroe          | Hovedrolle, 8 episoder                 |
| 2014      | CSI: Crime Scene Investigation    | Angela Ward/Tangerine  | Episode: "Long Road Home"              |
| 2014      | Unforgettable                     | Young Carrie Wells     | Episode: "Reunion"                     |
| 2014      | A Wife's Nightmare                | Jackie                 | TV tilm                                |
| 2014      | Workaholics                       | Haley                  | Episode: "Beer Heist"                  |
| 2014–2016 | Transformers: Rescue Bots         | Priscilla Pynch        | Dubbe rolle, 6 episoder                |
| 2015      | The Fosters                       | Ekaterina              | 3 episoder                             |
| 2016–2019 | Shadowhunters                     | Clary Fray             | Hovedrolle                             |
| 2016      | The Grinder                       | Ginger                 | Episode: "From the Ashes"; uncredited  |
| 2016      | Indiscretion                      | Lizzy                  | TV film                                |